# Stazione meteorologica di Chieti
La stazione meteorologica di Chieti è la stazione meteorologica di riferimento relativa alla città di Chieti.

## Coordinate geografiche
La stazione meteorologica si trova nell'area climatica dell'Italia centrale, in cui è compreso l'intero territorio regionale dell'Abruzzo, nel comune di Chieti, a 330 metri s.l.m. e alle coordinate geografiche 42°21′N 14°10′E.

## Dati climatologici
In base alla media trentennale di riferimento 1961-1990, la temperatura media del mese più freddo, gennaio, si attesta a +6,6 °C; quella del mese più caldo, luglio, è di +24,5 °C, con un'escursione termica annua di 17,9 °C. Le precipitazioni sono relativamente abbondanti (poco meno di 800 mm) e presentano un minimo contenuto in estate, un massimo abbastanza accentuato in autunno ed un secondo massimo in inverno.
| Chieti Alta         | Mesi | Mesi | Mesi | Mesi | Mesi | Mesi | Mesi | Mesi | Mesi | Mesi | Mesi | Mesi | Stagioni | Stagioni | Stagioni | Stagioni | Anno  |
| Chieti Alta         | Gen  | Feb  | Mar  | Apr  | Mag  | Giu  | Lug  | Ago  | Set  | Ott  | Nov  | Dic  | Inv      | Pri      | Est      | Aut      | Anno  |
| ------------------- | ---- | ---- | ---- | ---- | ---- | ---- | ---- | ---- | ---- | ---- | ---- | ---- | -------- | -------- | -------- | -------- | ----- |
| T. max. media (°C)  | 8,7  | 10,2 | 13,1 | 17,0 | 21,7 | 25,6 | 28,4 | 28,2 | 24,5 | 19,4 | 14,2 | 10,9 | 9,9      | 17,3     | 27,4     | 19,4     | 18,5  |
| T. min. media (°C)  | 4,5  | 4,7  | 7,0  | 10,5 | 14,5 | 18,2 | 20,7 | 20,7 | 17,7 | 13,7 | 9,2  | 6,2  | 5,1      | 10,7     | 19,9     | 13,5     | 12,3  |
| Precipitazioni (mm) | 66,3 | 59,1 | 66,7 | 66,6 | 46,3 | 57,2 | 37,3 | 53,4 | 74,9 | 83,2 | 82,8 | 79,7 | 205,1    | 179,6    | 147,9    | 240,9    | 773,5 |